# Куриља кон Монтевјаско
Куриља кон Монтевјаско (итал. Curiglia con Monteviasco) је насеље у Италији у округу Варезе, региону Ломбардија.
Према процени из 2011. у насељу је живело 160 становника. Насеље се налази на надморској висини од 686 м.

## Становништво
| 1936. | 1951. | 1961. | 1971. | 1981. | 1991. | 2001. | 2011. |
| ----- | ----- | ----- | ----- | ----- | ----- | ----- | ----- |
| 670   | 593   | 487   | 317   | 252   | 247   | 201   | 190   |